# Herman Vukušić
Herman Vukušić (Split, 1. siječnja 1940.) hrvatski je sportski djelatnik. 

## Životopis
Osnovnu školu i gimnaziju završio je u Vinkovcima. Diplomirao je na Ekonomskom fakultetu u Zagrebu. Igrao je nogomet i stolni tenis u vinkovačkim klubovima. Bio je trener stolnotenisača zagrebačkoga kluba Vjesnik (1970. – 1983.), koji je bio pobjednik Kupa europskih prvaka (1973., 1974. i 1976.) i Kupa sajamskih gradova (1972.), a igrači Dragutin Šurbek, Antun Stipančić i Zlatko Čordaš osvojili su 11 medalja na svjetskim prvenstvima i 27 na europskim prvenstvima. Bio je i direktor hrvatske muške stolnoteniske reprezentacije (1992. – 2000.). Nagradu za životno djelo „Franjo Bučar” dobio je 1994.
Slobodan Lang i Herman Vukušić su u prosincu 1993. predvodili humanitarni konvoj „Bijeli put za Novu Bilu i Bosnu Srebrenu”.